# Toño Martínez
Antonio Rodríguez Martínez (Alicante, España, 17 de diciembre de 1979), más conocido como Toño, es un exfutbolista español. Jugaba de portero y su último equipo fue el Rayo Vallecano en la Primera División de España.

## Trayectoria
Toño empezó su trayectoria en fútbol base en el C.D. Ciudad de Asís, pasando intermitentemente entre otros clubes de Alicante hasta recalar en juveniles en el C.D. Betis Florida, jugando División de Honor Juvenil, por sus actuaciones, llamó la atención del juvenil del Hércules C.F., con quienes jugaría hasta su debut con el Hércules Club de Fútbol B en Primera Regional de la Comunidad Valenciana siendo el portero titular del ascenso a Regional Preferente de la Comunidad Valenciana, y tras el descenso del Hércules CF (1999) a Segunda División B de España subió al primer equipo junto con varios canteranos como Manuel Martínez Lara, Vicente Verdejo Coloma, Fernando Béjar Durá entre otros. Toño subió a entrenar con el primer equipo de la mano de David Vidal, quien le dijo que "un guardameta no podía llamarse Toño". Su debut con el primer equipo fue en 1999 de la mano de Manuel Jiménez González en un partido de Copa del Rey de fútbol contra el Real Racing Club de Santander. En la temporada 1999/00 fue suplente de José Francisco Bélman González en todos los partidos de liga. En su segunda temporada jugó varios partidos, alternando la titularidad con Miguel Ángel España. En su tercera temporada como herculano jugó más partidos, alternando el puesto con Emilio Manuel López Fernández. En su última temporada en el primer equipo herculano, en la temporada 2002/03, disputó 27 encuentros. Tras varias buenas temporadas en el equipo herculano, el Real Club Recreativo de Huelva le fichó; y posteriormente recaló en el Real Racing Club de Santander.
En el Real Club Recreativo de Huelva jugó cuatro temporadas siendo el portero menos goleado de la Segunda División de España en la temporada 2003-2004, su traspaso al equipo cántabro se cifró en 1,2 millones de euros.
Tras ser cuestionado en el Real Racing Club de Santander en su primera temporada como titular, cuajó una buena temporada en la segunda, luchando incluso por el trofeo Zamora aunque al término de la temporada 2007-2008 Toño quedó como el segundo mejor portero de la Liga con 32 partidos disputados y 31 goles encajados con un coeficiente de 0,97 por detrás de Iker Casillas, ganador del Trofeo Zamora.
Debutó en la Copa de la UEFA el 2 de octubre de 2008 con el Real Racing Club de Santander en el partido frente al FC Honka Espoo en el Campos de Sport de El Sardinero.
El 27 de junio de 2012 ficha por dos temporadas con el Granada Club de Fútbol tras desvincularse del Real Racing Club de Santander, tras el descenso de este. Tras una temporada, rescinde su contrato con el club nazarí debido a que no jugó todo lo que esperaba y firmó por el Elche CF recién ascendido a Primera.
En el mercado de verano de 2014, tras desvincularse del conjunto ilicitano, cuando tenía apalabrado el contrato con el Real Zaragoza, regresó a la Liga BBVA de la mano del Rayo Vallecano, donde competiría con David Cobeño y Cristian Álvarez por la titularidad.

## Clubes
| Club                          | País   | Temporada | Encuentros disputados | Goles encajados |
| ----------------------------- | ------ | --------- | --------------------- | --------------- |
| Hércules Club de Fútbol       | España | 1999-2003 | 65                    | 10              |
| Recreativo de Huelva          | España | 2003-2005 | 52                    | 32              |
| Racing de Santander           | España | 2005      | 2                     | 3               |
| Recreativo de Huelva (cedido) | España | 2005-2006 | 19                    | 10              |
| Racing de Santander           | España | 2006-2012 | 155                   | 194             |
| Granada C.F.                  | España | 2012-2013 | 18                    | 26              |
| Elche C. F.                   | España | 2013-2014 | 9                     | 25              |
| Rayo Vallecano                | España | 2014-2015 | 21                    | 30              |
| Rayo Vallecano                | España | 2015-2016 | n/d                   | n/d             |

## Premios
- Trofeo Chisco[2]